# Корбиј дин Вале (Валча)
Корбиј дин Вале (рум. Corbii din Vale) насеље је у Румунији у округу Валча у општини Николаје Балческу. Oпштина се налази на надморској висини од 291 m.

## Становништво
Према подацима из 2002. године у насељу је живело 366 становника, од којих су сви румунске националности.